# América & en vivo
América & En Vivo é um EP do cantor mexicano Luis Miguel, lançado em 1992. Contêm apenas uma faixa inédita que foi lançada como single chamada "América, América". As outras três faixas são do álbum Romance que foram gravadas durante uma apresentação do cantor no Auditório Nacional, no México.

## Faixas
| N.º            | Título                    | Compositor(es)           | Duração |  |
| 1.             | "América, América"        | Pablo Herrero            | 4:33    |  |
| 2.             | "Contigo en la Distancia" | César Portillo de la Luz | 3:31    |  |
| 3.             | "No Sé Tú"                | Armando Manzanero        | 4:09    |  |
| 4.             | "Inovidable"              | Júlio Gutierrez          | 4:40    |  |
| Duração total: | Duração total:            | Duração total:           | 16:13   |  |

## Singles
| #  | Título             | EUA |
| -- | ------------------ | --- |
| 1. | "América, América" | #20 |

## Charts
| Chart (1992)               | Posição |
| -------------------------- | ------- |
| Billboard Latin Pop Albums | 12      |
| Chart (1993)               | Posição |
| Billboard Top Latin Albums | 30      |

## Vendas e certificações
| Região | Certificação | Vendas/distribuição |
| --- | ------------ | ------------------- |
| Argentina (CAPIF) | Platina      | 60.000x             |
| *vendas baseadas apenas na certificação ^distribuições baseadas apenas na certificação xdistribuições não-especificadas baseadas apenas na certificação |              |                     |